# Fergusonbrug
De Fergusonbrug is een verkeersbrug bij Oud-Zevenaar die in 2002 over de Betuweroute is gebouwd. De markante brug is vernoemd naar de Canadese korporaal Kenneth Scott Ferguson, die sneuvelde op 2 april 1945 (één dag voor de bevrijding van Zevenaar), vlak bij de plek waar de brug is gebouwd.
De tuibrug is een ontwerp van de architect Nienke van de Lune. Met zijn 4 pylonen die in twee richtingen hellen is de brug een opvallend element in het landschap ten oosten van Zevenaar geworden. Bovenaan de pylonen zijn glazen platen met verlichting aangebracht die de passage van de weg over het spoor benadrukken. De bouw van de brug was noodzakelijk vanwege de aanleg van de Betuweroute die vlak bij de brug op het bestaande spoortraject Arnhem-Emmerik werd aangesloten. Daarvoor werd een spoorwegovergang in het deel van de N336 tussen Zevenaar en Babberich opgeheven en 100 meter westelijk door de brug vervangen.